# 8515-ös mellékút (Magyarország)
A 8515-ös számú mellékút egy nagyjából 6,5 kilométer hosszú, négy számjegyű mellékút Győr-Moson-Sopron vármegye területén; Osli községet köti össze Szárfölddel és a 85-ös főúttal.

## Nyomvonala
Szárföld központjában ágazik ki a 85-ös főútból, nem sokkal annak a 36. kilométere után, nagyjából északi irányban, Fő utca néven; ugyanott indul az ellenkező irányban a 86 301-es számú mellékút, a Győr–Sopron-vasútvonal Szárföld megállóhelye és a község déli része felé. Bő másfél kilométer után kilép a belterületről, 4,5 kilométer után pedig eléri a település északi határszélét. Ahol nyugatnak fordul. Onnantól már Osli külterületei közt folytatódik, úgy is ér véget, beletorkollva a 8514-es útba, annak a 16+700-as kilométerszelvénye közelében, bő 300 méterre a község legdélebbi házaitól.
Teljes hossza, az országos közutak térképes nyilvántartását szolgáló kira.gov.hu adatbázisa szerint 6,515 kilométer.

## Települések az út mentén
- Szárföld
- Osli